# Gerard Bosch van Drakestein
Jonkheer Gérard Dagobert Henri „Gerard“ Bosch van Drakestein (* 24. Juli 1887 in Mechelen; † 20. März 1972 in Den Haag) war ein niederländischer Bahnradsportler, Radsportfunktionär und Sportjournalist.

## Biographie

### Sportliche Laufbahn
Gerard Bosch van Drakestein entstammte einer wohlhabenden adligen Familie, weshalb er als Jugendlicher Rennen unter den Pseudonymen Rudge Withwort, Ulysses, John Green oder Bismarck fuhr, da das in seiner gesellschaftlichen Schicht als unschicklich galt. Auch deshalb blieb er während seiner ganzen Karriere Amateur. Er errang insgesamt 16 niederländische Meistertitel im Laufe seiner Sportlaufbahn.
1914 nahm Bosch van Drakestein an den Bahn-Weltmeisterschaften in Kopenhagen teil und machte sich nach dem Übertritt des überragenden englischen Sprinters William Bailey zu den Profis berechtigte Hoffnungen auf den WM-Titel. Wegen des Ausbruchs des Ersten Weltkriegs wurde die Bahn-WM jedoch abgebrochen, als Bosch van Drakestein schon das Finale erreicht hatte. Bei den UCI-Bahn-Weltmeisterschaften 1923 in Zürich belegte er den dritten Platz im Sprint.
Dreimal, 1908, 1924 und 1928, nahm Bosch van Drakestein an Olympischen Sommerspielen teil. 1908 in London belegte das niederländische Team mit Bosch van Drakestein in seinen Reihen in der Mannschaftsverfolgung Platz vier; 1924 in Paris gewann er mit Maurice Peeters die Bronzemedaille im Tandemrennen, 1928 in Amsterdam die Silbermedaille in der Einerverfolgung. In der Mannschaftsverfolgung konnte er wegen einer Grippe nicht starten, Janus Braspennincx sprang für ihn ein. Danach beendete Bosch van Drakestein im Alter von 42 Jahren seine aktive Karriere.

### Nach dem Radsport
Schon während seiner Anfangsjahre als Radsportler schrieb Gerard Bosch van Drakestein Artikel für den Bredasche Courant. 1913 zog er nach Den Haag und war für verschiedene Autohäuser tätig. Von 1932 bis zu seiner Pensionierung war er für das Rijksinkoopbureau (Reichseinkaufsbüro) tätig.
1928 gehörte er zu den Mitbegründern des niederländischen Radsportverbands Koninklijke Nederlandsche Wielren Unie (KNWU) und war bis 1936 Herausgeber des Verbandsorgan Sport Echo. In den 1930er Jahren zerstritt sich der „geborene Querulant“ mit seinen Kollegen und gründete erfolglos einen eigenen Verband. Nachdem er sich 1936 noch wegen der Judenpolitik des NS-Regimes gegen die Teilnahme niederländischer Sportler an den Olympischen Spielen in Berlin ausgesprochen hatte, wandte er sich später politisch der Nationaal-Socialistische Beweging (NSB) zu. In Briefen an die antisemitische Zeitschrift De Misthoorn setzte Bosch van Drakestein eine Rufmordkampagne gegen seinen früheren Freund Barend Swaab de Beer, der jüdischer Herkunft war, in Gang. Swaab de Beer emigrierte schließlich in die Schweiz. Nach dem Krieg gab es juristische Auseinandersetzungen wegen dieser Vorgänge, die allerdings im Sande verliefen.
Bosch van Drakestein erfuhr nach dem Zweiten Weltkrieg keinerlei Nachteile wegen seines Verhaltens. Er lebte in Den Haag, wo er als „Sehenswürdigkeit“ galt, weil er täglich im Anzug auf einem Rennrad zur Arbeit in einem Ministerium fuhr. Bis zu seinem Tod schrieb er Kolumnen für das Verbandsorgan De Kampioen.

## Erfolge
1923
- Weltmeisterschaft – Sprint

1924
- Olympische Spiele – Tandem (mit Maurice Peeters)

1928
- Olympische Spiele – Sprint